# 佐橋吉次
佐橋 吉次（さはし よしつぐ）は、江戸時代前期の旗本。

## 経歴
佐橋吉久の子として生まれる。慶長3年（1598年）より徳川秀忠に仕えて近習となり、焼火間番を務め、その後大番となる。慶長10年（1605年）に父の遺跡を継ぐ。元和元年（1615年）の大坂の陣では牧野信成の組に属し、首級を挙げた。元和4年（1618年）組頭となり、寛永2年（1625年）9月2日に相模国鎌倉郡・下総国印旛郡・葛飾郡に470石の所領を知行し、寛永10年（1633年）12月19日に下総国香取郡で500石を加増される。正保4年（1647年）10月14日に新居奉行となる。承応元年（1652年）12月28日に布衣の着用を許され、承応2年（1653年）3月に遠江国敷知郡で300石を加増され、合計1270石を知行する。明暦3年（1657年）3月13日、新居において74歳で死去。

## 系譜
- 父：佐橋吉久
- 母：筧正康の娘
- 正室：多田所右衛門の娘
- 長女：成瀬正吉室
- 長男：佐橋吉時
- 次男：佐橋吉命
- 次女：日向五郎左衛門室
- 三男：佐橋吉元
- 三女：窪田久次室
- 養女：天野正勝室 - 日向五郎左衛門の娘